# Phyllophaga gaumeri
Phyllophaga gaumeri är en skalbaggsart som beskrevs av Bates 1889. Phyllophaga gaumeri ingår i släktet Phyllophaga och familjen Melolonthidae. Inga underarter finns listade i Catalogue of Life.